# Okeechobee
Okeechobee is een plaats (city) in de Amerikaanse staat Florida, en valt bestuurlijk gezien onder Okeechobee County.

## Demografie
Bij de volkstelling in 2000 werd het aantal inwoners vastgesteld op 5376.
In 2006 is het aantal inwoners door het United States Census Bureau geschat op 5926, een stijging van 550 (10.2%).

## Geografie
Volgens het United States Census Bureau beslaat de plaats een oppervlakte van
10,8 km², waarvan 10,7 km² land en 0,1 km² water. Okeechobee ligt op ongeveer 5 m boven zeeniveau.

## Plaatsen in de nabije omgeving
De onderstaande figuur toont nabijgelegen plaatsen in een straal van 48 km rond Okeechobee.